# 127-я стрелковая дивизия (3-го формирования)
Не следует путать с 127-й стрелковой дивизией формирования 1940 года
Не следует путать с 127-й стрелковой дивизией формирования 1942 года
127-я стрелковая Чистяковская Краснознамённая ордена Кутузова дивизия — воинское соединение Вооружённых Сил СССР в Великой Отечественной войне

## История
Сформирована в мае 1943 года на базе 52-й отдельной стрелковой бригады (2-го формирования) и 98-й отдельной стрелковой бригады (2-го формирования) на Южном фронте.
До июля 1943 года держала оборону по реке Миус. С 17 июля 1943 года участвовала в прорыве сильно укреплённой обороны вражеских войск, однако пробилась всего на 2-6 километров и наступление захлебнулось. Вновь атаковала вражеские позиции 18 августа 1943 года, вела ожесточённые бои, освободила Криницы и подошла к Саур-Могиле, способствовала её взятию. 2 сентября 1943 года освободила город Чистяково (ныне Торез). Затем наступала через Шахтёрск, Углегорск, Енакиево в направлении Горловки, которую освободила 4 сентября 1943 года. 7 сентября 1943 года части дивизии вошли в Авдеевку.
После операции выведена в резерв, в ноябре 1943 года направлена на 1-й Украинский фронт, где, принимая участие в Житомирско-Бердичевской операции, на рассвете 24 декабря 1943 года перешла в наступление, принимала участие в освобождении Житомира 31 декабря 1943 года. Затем передислоцирована в район Шепетовки, продолжила наступление, и в ходе Проскуровско-Черновицкой операции приняла участие в освобождении 25 марта 1944 года Проскурова, затем в боях с 1-й танковой армией в районе Каменец-Подольский.
В ходе Львовско-Сандомирской операции наступала на левом крыле фронта, принимала участие в освобождении городов Бережаны (22 июля 1944), Рогатин (23 июля 1944), Жидачов (01 августа 1944), Ходоров (27 июля 1944), была выведена во фронтовой резерв.
С октября 1944 года принимает участие в заключительной стадии Карпатско-Дуклинской операции, нанесла удар с севера на населённый пункт Поляны, тем самым способствовав взятию Дуклинского перевала.
В ходе Сандомирско-Силезской операции, являющейся частью Висло-Одерской операции, с 14 января 1945 года начала наступление с Сандомирского плацдарма, принимала участие в боях в районе Кельце, вышла в район восточнее Глогау. Оттуда с 06 февраля 1945 года начала наступление в ходе Нижне-Силезской операции, вышла к реке Нейсе в районе города Губен.
В ходе Берлинской операции 16 апреля форсировала реку Нейсе и захватила опорный пункт Койне, после чего продолжила наступление на Носдорф. На 17 апреля 1945 года обеспечивала внешний фронт окружения группировки врага в городе Форст, отражая контратаки. Понесла немалые потери, на 20 апреля 1945 года в дивизии насчитывалось 4048 человек. С 21 апреля 1945 года участвует во взятии Котбуса, 22 апреля, переправившись через Шпрее, завязала бои за центр города. С 23 апреля отбивает контратаки на Котбус, на 24 апреля действовала севернее Котбуса, очищая от противника берег Шпрее, затем наступала в направлении Люббен, Шлепциг. К 30 апреля в дивизии насчитывалось 3210 человек и это при том, что с 20 апреля 1945 года дивизия была пополнена 1250 военнослужащими.
Закончила войну участием в Пражской операции, к 09 мая 1945 года вступив в Прагу.

## Полное название
127-я стрелковая Чистяковская Краснознамённая ордена Кутузова дивизия

## Состав
- 547-й стрелковый полк
- 549-й стрелковый полк
- 555-й стрелковый полк
- 1034-й артиллерийский полк
- 411-й отдельный истребительно-противотанковый дивизион
- 221-я отдельная разведывательная рота
- 329-й отдельный сапёрный батальон
- 679-й отдельный батальон связи
- 249-й отдельный медико-санитарный батальон
- 152-я отдельная рота химической защиты
- 533-я автотранспортная рота
- 377-я полевая хлебопекарня
- 848-й дивизионный ветеринарный лазарет
- 2198-я полевая почтовая станция
- 1183-я полевая касса Государственного банка

## Подчинение
| Дата            | Фронт (округ)        | Армия                 | Корпус (группа)         | Примечания                          |
| --------------- | -------------------- | --------------------- | ----------------------- | ----------------------------------- |
| 01.06.1943 года | Южный фронт          | 5-я ударная армия     |                         |                                     |
| 01.07.1943 года | Южный фронт          | 5-я ударная армия     |                         |                                     |
| 01.08.1943 года | Южный фронт          | 5-я ударная армия     |                         |                                     |
| 01.09.1943 года | Южный фронт          | 5-я ударная армия     |                         |                                     |
| 01.10.1943 года | Резерв Ставки ВГК    | 58-я армия            | 67-й стрелковый корпус  |                                     |
| 01.11.1943 года | Резерв Ставки ВГК    | 58-я армия            | 94-й стрелковый корпус  |                                     |
| 01.12.1943 года | 1-й Украинский фронт | 1-я гвардейская армия | 94-й стрелковый корпус  |                                     |
| 01.01.1944 года | 1-й Украинский фронт | 1-я гвардейская армия | 107-й стрелковый корпус |                                     |
| 01.02.1944 года | 1-й Украинский фронт | 1-я гвардейская армия | 107-й стрелковый корпус |                                     |
| 01.03.1944 года | 1-й Украинский фронт | 1-я гвардейская армия | 107-й стрелковый корпус |                                     |
| 01.04.1944 года | 1-й Украинский фронт | 1-я гвардейская армия | 107-й стрелковый корпус |                                     |
| 01.05.1944 года | 1-й Украинский фронт | 1-я гвардейская армия | 107-й стрелковый корпус |                                     |
| 01.06.1944 года | 1-й Украинский фронт | 1-я гвардейская армия | 107-й стрелковый корпус |                                     |
| 01.07.1944 года | 1-й Украинский фронт | 1-я гвардейская армия | 107-й стрелковый корпус |                                     |
| 01.08.1944 года | 1-й Украинский фронт | 1-я гвардейская армия | 107-й стрелковый корпус | с 05.08.1944 — 4-й Украинский фронт |
| 01.09.1944 года | 1-й Украинский фронт | фронтовое подчинение  | 74-й стрелковый корпус  |                                     |
| 01.10.1944 года | 1-й Украинский фронт | 38-я армия            | 101-й стрелковый корпус |                                     |
| 01.11.1944 года | 1-й Украинский фронт | 38-я армия            | 76-й стрелковый корпус  |                                     |
| 01.12.1944 года | 1-й Украинский фронт | 3-я гвардейская армия | 76-й стрелковый корпус  |                                     |
| 01.01.1945 года | 1-й Украинский фронт | 3-я гвардейская армия | 76-й стрелковый корпус  |                                     |
| 01.02.1945 года | 1-й Украинский фронт | 3-я гвардейская армия | 76-й стрелковый корпус  |                                     |
| 01.03.1945 года | 1-й Украинский фронт | 3-я гвардейская армия | 120-й стрелковый корпус |                                     |
| 01.04.1945 года | 1-й Украинский фронт | 3-я гвардейская армия | 120-й стрелковый корпус |                                     |
| 01.05.1945 года | 1-й Украинский фронт | 3-я гвардейская армия | 76-й стрелковый корпус  |                                     |

## Командиры
- Рухленко, Фёдор Максимович (03.05.1943 — 08.08.1943), полковник;
- Крымов, Маргазиан Галлиулович (09.08.1943 — 01.12.1943), полковник;
- Катрич, Владимир Иванович (12.12.1943 — 11.01.1944), подполковник;
- Говоров, Иван Павлович (09.04.1944 — 24.09.1944), полковник, генерал-майор;
- Младенцев, Семён Иванович (25.09.1944 — 24.04.1945), генерал-майор;
- Красовский, Николай Викторович (25.04.1945 — 11.05.1945), полковник.

## Награды и наименования
| Награда (наименование)               | Дата                                                                  | За что награждена |
| ------------------------------------ | --------------------------------------------------------------------- | --- |
| Почётное наименование «Чистяковская» | Приказ Верховного Главнокомандующего СССР № 9 от 8 сентября 1943 года | За отличие в боях при освобождении города Чистяково. |
| Орден Красного Знамени               | Указ Президиума Верховного Совета СССР от 03.04.1944                  | за образцовое выполнение заданий командования в боях при освобождении городов Проскурова, Каменец-Подольска, Черткова, Гусятина, Залещики и проявленные при этом доблесть и мужество. |
| Орден Кутузова II степени            | Указ Президиума Верховного Совета СССР от 4 июня 1945 года            | За образцовое выполнение боевых заданий командования в боях с немецкими захватчиками при освобождении города Праги и проявленные при этом доблесть и мужество.                        |

Награды частей дивизии:
- 547-й стрелковый ордена Александра Невского[4] полк
- 549-й стрелковый ордена Александра Невского[4] полк
- 555-й стрелковый ордена Александра Невского[4] полк
- 1034-й артиллерийский Келецкий[5] ордена Александра Невского[4] полк
- 411-й отдельный истребительно-противотанковый ордена Красной Звезды[4] дивизион

## Отличившиеся воины дивизии
| Награда | Ф. И. О.                   | Должность | Звание          | Дата награждения                 | Примечания |
| ------- | -------------------------- | --- | --------------- | -------------------------------- | --- |
|         | Гурьев, Кирилл Финогенович | Разведчик батареи 411-го отдельного истребительно-противотанкового дивизиона Разведчик взвода управления Разведчик, старший взвода управления | сержант         | 27.04.1944 27.11.1944 27.06.1945 | [ 6 ] |
|         | Иванов, Фёдор Васильевич   | помощник командира взвода 555 стрелкового полка.                                                                                              | старшина        | 27.06.1945                       | [ 6 ] |
|         | Соколов Николай Дмитриевич | помощник командира взвода 221 отдельной разведывательной роты.                                                                                | старший сержант | 27.06.1945                       | Указом Президиума Верховного Совета СССР от 19 августа 1950 года за уголовное преступление на территории Германии был лишён всех государственных наград |

## В литературе
В 547-м стрелковом полку старшим лейтенантом служил известный дагестанский писатель Раджаб Дин-Магомаев, на фронте написал повести «Коричневая змея», «Клятва». Погиб в 1944-м.